# یواس‌اس پرزیدنت (۱۸۱۲)
یواس‌اس پرزیدنت (۱۸۱۲) (به انگلیسی: USS President (1812)) یک کشتی بود. این کشتی در سال ۱۸۱۲ ساخته شد.